# دوين ألين
دوين ألين (بالإنجليزية: Duane Allen)‏ هو كاتب أغاني أمريكي، ولد في 29 أبريل 1943.